# Савёлкинский проезд
Савёлкинский прое́зд — улица в районе Савёлки Зеленоградского административного округа города Москвы. Расположен между Центральным и Московским проспектами. Вся улица шестиполосная (по три полосы в каждую сторону).
На проезде находятся такие достопримечательности Зеленограда, как жилой дом «Флейта» (архитекторы Феликс Аронович Новиков и Игорь Александрович Покровский) и самое высокое здание города — 28-ми этажный бизнес-центр «Зеленый Град», высотой 103 метра (бывшая зеленоградская гостиница-долгострой, строившаяся более 30 лет — с 1971 по 2004/2005 год).

## Происхождение названия
Назван в 1997 году по бывшей деревне Савёлки, давшей название и современному району.

## Транспорт
По проезду проходят автобусные маршруты № 1 (от Центрального проспекта), 2, 400/400э (от Центрального проспекта).